# 日米野球2014
2014 SUZUKI 日米野球（英語: SUZUKI Japan All-Star Series 2014 ）は、メジャーリーグベースボール（MLB）、MLB選手会、日本野球機構（NPB）、読売新聞社主催、世界野球ソフトボール連盟（WBSC）公認により日本で開催された、MLB選抜チームと野球日本代表（侍ジャパン）によるシリーズ戦「日米野球」の2014年大会である。
第4回WBCを見据えた、小久保ジャパン2度目の強化試合である。

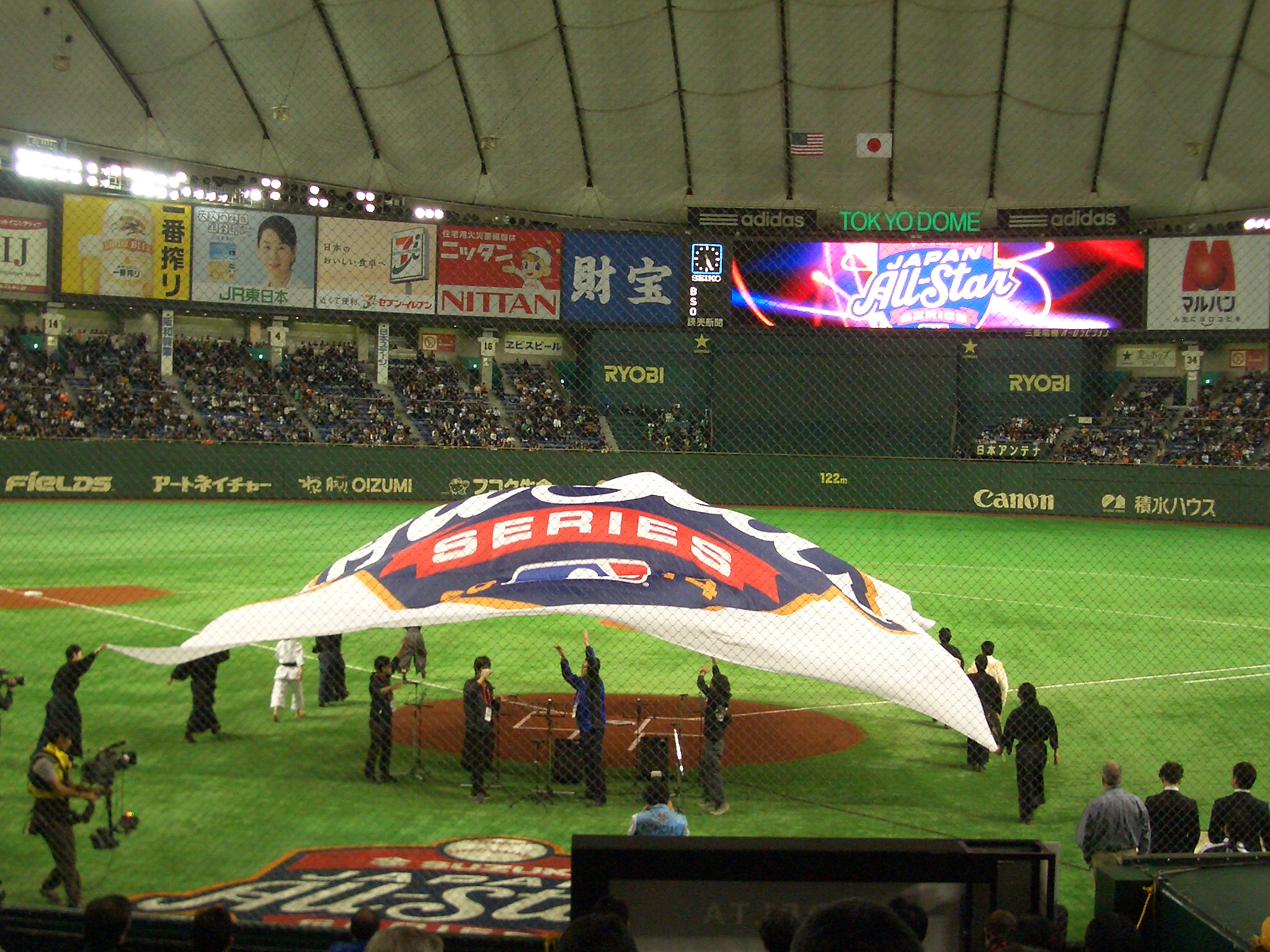
2014日米野球第2戦オープニングセレモニー

## 概要
一時的な日本代表の強化試合としての復活ではあるが、日米野球が開催されるのは2006年以来8年ぶり。
今回初めて沖縄県で日米野球が親善試合として開催される。
本大会は2000年代前半のようにオールスターゲームのような形式で行われる試合ではなく侍ジャパンの強化試合として開催されるため、第4回WBCなどの国際大会を想定して、延長戦はタイブレーク方式、使用球はWBC公認球、WBCで採用されている球数制限が採用されている。
本大会からは侍ジャパンとしてのチーム編成のため、外国人選手は選出されない他、必ずしも全球団から選出されるとは限らなくなった。また、日本代表は選手・コーチ・監督全員が日本代表のユニフォーム着用で統一した。一方 MLBに至っては従来通り国際大会の代表というような形式ではなく、選抜オールスターチームとしての役割のため、試合ではそれぞれの所属チームのユニフォームを着用して試合に臨んだ。また前述のようにMLBでは選抜オールスターのため、後述する日本人選手も2人選出された。
今回の日米野球は初めて野球の国際統括組織である世界野球ソフトボール連盟（WBSC）から公認された国際イベントとして開催される。
2014年8月20日に記者会見が行われ、日米野球の開催要項を発表するとともに、出場選手としてアルバート・プホルス、ロビンソン・カノ、アダム・ジョーンズ、ヤシエル・プイグの4選手が発表された。残る24人は9月末に発表されるとし、MLB選手会幹部は「参加したいという選手が殺到している」「参加候補者の長いリストから、チームバランスを考慮し選ぶ。顔触れは過去最高の一つになるでしょう」と語った（しかし、後述（問題点）のとおり、実際は開催直前まで出場選手が集まらなかった）。
9月18日、日本代表のコーチングスタッフが発表された。
9月30日、ナ・リーグ今季首位打者のジャスティン・モルノー、ア・リーグ今季首位打者で最多盗塁のホセ・アルトゥーベ、2012年新人王のブライス・ハーパーの3選手の追加メンバーが発表された。
10月8日、和田毅を含む10選手の追加メンバーが発表された。
10月9日、日本代表が発表された。
10月20日、アルバート・プホルスが娘の体操イベントを観覧することを優先して出場を辞退することを発表した。
10月24日、怪我のため出場辞退した岸孝之に代わり岩田稔が追加招集された
11月1日、岩隈久志とルーカス・デューダの2人が追加選手として発表された。
11月6日、怪我のため出場辞退した小川泰弘に代わり武田翔太が追加招集された。
11月7日、今季16勝のマット・シューメーカー、今季37本塁打のクリス・カーターを含む14選手の追加メンバーと、アダム・ジョーンズ（「先約」があったため）、エリック・アイバー、ブライス・ハーパーの3選手が辞退することが発表された。
11月9日、怪我のため出場辞退した中村晃に代わり筒香嘉智が追加招集された。
11月15日の第3戦において、侍ジャパンはMLBオールスターズに対して、則本昂大、西勇輝、牧田和久、西野勇士の4投手による継投ノーヒットノーランを達成した。日本チームがMLBチームに対してノーヒットに抑えるのは史上初めて。日米野球における継投ノーヒットノーランは、1990年大会第8戦のチャック・フィンリー、ランディ・ジョンソン以来24年ぶり。また、この試合の勝利で侍ジャパンは、同じく1990年大会以来24年ぶりのMLBオールスターズへの勝ち越しを決めた。
11月18日、第3戦（11月15日）において西勇輝からの死球により右足小指を骨折したロビンソン・カノが、チームを離れて帰国した。

## 開催日程・試合結果

### 2014 SUZUKI 日米野球 壮行試合
| 日程     | 先攻                                 | スコア | 後攻       | 試合開始 | 試合時間  | 観客動員 | 試合詳細   |
| -------- | ------------------------------------ | ------ | ---------- | -------- | --------- | -------- | ---------- |
|          | 福岡ヤフオク!ドーム                  |        |            |          |           |          |            |
| 11月10日 | 北海道日本ハム・福岡ソフトバンク連合 | 1 - 0  | 侍ジャパン | 18時03分 | 2時間43分 | 23,446人 | 外部リンク |

### 2014 SUZUKI 日米野球シリーズ 日本プロ野球80周年記念試合
| 日程     | 先攻              | スコア | 後攻           | 試合開始 | 試合時間  | 観客動員 | 試合詳細   |
| -------- | ----------------- | ------ | -------------- | -------- | --------- | -------- | ---------- |
|          | 阪神甲子園球場    |        |                |          |           |          |            |
| 11月11日 | MLBオールスターズ | 8 - 7  | 阪神・巨人連合 | 18時06分 | 3時間36分 | 26,946人 | 外部リンク |

### 2014 SUZUKI 日米野球
| 試合  | 日程     | 先攻              | スコア | 後攻              | 試合開始 | 試合時間  | 観客動員 | 試合詳細   |
| ----- | -------- | ----------------- | ------ | ----------------- | -------- | --------- | -------- | ---------- |
|       |          | 京セラドーム大阪  |        |                   |          |           |          |            |
| 第1戦 | 11月12日 | MLBオールスターズ | 0 - 2  | 侍ジャパン        | 18時07分 | 2時間42分 | 33,003人 | 外部リンク |
|       |          | 東京ドーム        |        |                   |          |           |          |            |
| 第2戦 | 11月14日 | 侍ジャパン        | 8 - 4  | MLBオールスターズ | 18時07分 | 3時間02分 | 42,277人 | 外部リンク |
| 第3戦 | 11月15日 | MLBオールスターズ | 0 - 4  | 侍ジャパン        | 18時07分 | 2時間35分 | 46,084人 | 外部リンク |
| 第4戦 | 11月16日 | 侍ジャパン        | 1 - 6  | MLBオールスターズ | 18時06分 | 3時間01分 | 43,705人 | 外部リンク |
|       |          | 札幌ドーム        |        |                   |          |           |          |            |
| 第5戦 | 11月18日 | MLBオールスターズ | 3 - 1  | 侍ジャパン        | 19時12分 | 2時間58分 | 30,159人 | 外部リンク |

### 2014 SUZUKI 日米野球シリーズ 親善試合
| 日程     | 先攻                       | スコア | 後攻              | 試合開始 | 試合時間  | 観客動員 | 試合詳細   |
| -------- | -------------------------- | ------ | ----------------- | -------- | --------- | -------- | ---------- |
|          | 沖縄セルラースタジアム那覇 |        |                   |          |           |          |            |
| 11月20日 | 侍ジャパン                 | 6 - 4  | MLBオールスターズ | 18時09分 | 3時間27分 | 17,941人 | 外部リンク |

## 代表選手

### 日本代表（侍ジャパン）
以下が代表選手であり、所属は同大会期間中のものとする。
| ポジション | 背番号 | 氏名       | 所属球団                                      | 投 | 打 | 備考               |
| ---------- | ------ | ---------- | --------------------------------------------- | -- | -- | ------------------ |
| 監督       | 90     | 小久保裕紀 |                                               | 右 | 右 |                    |
| コーチ     | 73     | 奈良原浩   | 埼玉西武ライオンズ内野守備走塁コーチ          | 右 | 右 | ヘッドコーチ       |
| コーチ     | 41     | 稲葉篤紀   | 北海道日本ハムファイターズ                    | 左 | 左 | 打撃コーチ         |
| コーチ     | 89     | 鹿取義隆   |                                               | 右 | 右 | 投手コーチ         |
| コーチ     | 88     | 矢野燿大   |                                               | 右 | 右 | バッテリーコーチ   |
| コーチ     | 87     | 仁志敏久   | U12日本代表監督                               | 右 | 右 | 内野守備走塁コーチ |
| コーチ     | 83     | 村松有人   | 福岡ソフトバンクホークス3軍外野守備走塁コーチ | 左 | 左 | 外野守備走塁コーチ |
| 投手       | 12     | 松葉貴大   | オリックス・バファローズ                      | 左 | 左 |                    |
| 投手       | 14     | 則本昂大   | 東北楽天ゴールデンイーグルス                  | 右 | 左 |                    |
| 投手       | 15     | 井納翔一   | 横浜DeNAベイスターズ                          | 右 | 右 |                    |
| 投手       | 16     | 大谷翔平   | 北海道日本ハムファイターズ                    | 右 | 左 |                    |
| 投手       | 17     | 藤浪晋太郎 | 阪神タイガース                                | 右 | 右 |                    |
| 投手       | 18     | 前田健太   | 広島東洋カープ                                | 右 | 右 |                    |
| 投手       | 19     | 金子千尋   | オリックス・バファローズ                      | 右 | 左 |                    |
| 投手       | 21     | 西勇輝     | オリックス・バファローズ                      | 右 | 右 |                    |
| 投手       | 26     | 西野勇士   | 千葉ロッテマリーンズ                          | 右 | 右 |                    |
| 投手       | 30     | 武田翔太   | 福岡ソフトバンクホークス                      | 右 | 右 |                    |
| 投手       | 35     | 牧田和久   | 埼玉西武ライオンズ                            | 右 | 右 |                    |
| 投手       | 43     | 髙橋朋己   | 埼玉西武ライオンズ                            | 左 | 左 |                    |
| 投手       | 47     | 岩田稔     | 阪神タイガース                                | 左 | 左 |                    |
| 捕手       | 10     | 小林誠司   | 読売ジャイアンツ                              | 右 | 右 |                    |
| 捕手       | 22     | 伊藤光     | オリックス・バファローズ                      | 右 | 右 |                    |
| 捕手       | 37     | 嶋基宏     | 東北楽天ゴールデンイーグルス                  | 右 | 右 |                    |
| 内野手     | 2      | 今宮健太   | 福岡ソフトバンクホークス                      | 右 | 右 |                    |
| 内野手     | 3      | 松田宣浩   | 福岡ソフトバンクホークス                      | 右 | 右 |                    |
| 内野手     | 4      | 菊池涼介   | 広島東洋カープ                                | 右 | 右 |                    |
| 内野手     | 6      | 坂本勇人   | 読売ジャイアンツ                              | 右 | 右 |                    |
| 内野手     | 13     | 中田翔     | 北海道日本ハムファイターズ                    | 右 | 右 |                    |
| 内野手     | 23     | 山田哲人   | 東京ヤクルトスワローズ                        | 右 | 右 |                    |
| 内野手     | 25     | 筒香嘉智   | 横浜DeNAベイスターズ                          | 右 | 左 |                    |
| 内野手     | 33     | 銀次       | 東北楽天ゴールデンイーグルス                  | 右 | 左 |                    |
| 外野手     | 1      | 内川聖一   | 福岡ソフトバンクホークス                      | 右 | 右 |                    |
| 外野手     | 7      | 糸井嘉男   | オリックス・バファローズ                      | 右 | 左 |                    |
| 外野手     | 9      | 丸佳浩     | 広島東洋カープ                                | 右 | 左 |                    |
| 外野手     | 44     | 柳田悠岐   | 福岡ソフトバンクホークス                      | 右 | 左 |                    |

### MLBオールスター
以下が代表選手であり、所属は同大会期間中のものとする。
| ポジション | 背番号 | 氏名                         | 英語表記          | 所属球団                                   | 投 | 打 |
| ---------- | ------ | ---------------------------- | ----------------- | ------------------------------------------ | -- | -- |
| 監督       | 53     | ジョン・ファレル             | John Farrell      | ボストン・レッドソックス 監督              | 右 | 右 |
| コーチ     | 17     | テリー・フランコーナ         | Terry Francona    | クリーブランド・インディアンス 監督        | 左 | 左 |
| コーチ     | 13     | ブライアン・バターフィールド | Brian Butterfield | ボストン・レッドソックス 三塁コーチ        | 右 | 両 |
| コーチ     | 20     | ディマーロ・ヘイル           | DeMarlo Hale      | トロント・ブルージェイズ ベンチコーチ      | 右 | 右 |
| コーチ     | 31     | マイク・マダックス           | Mike Maddux       | テキサス・レンジャーズ 投手コーチ          | 右 | 左 |
| コーチ     | 47     | フアン・ニエベス             | Juan Nieves       | ボストン・レッドソックス 投手コーチ        | 左 | 左 |
| 投手       | 11     | ジェレミー・ガスリー         | Jeremy Guthrie    | カンザスシティ・ロイヤルズ                 | 右 | 右 |
| 投手       | 13     | ジェリー・ブレビンス         | Jerry Blevins     | ワシントン・ナショナルズ                   | 左 | 左 |
| 投手       | 18     | 岩隈久志                     | Hisashi Iwakuma   | シアトル・マリナーズ                       | 右 | 右 |
| 投手       | 19     | トミー・ハンター             | Tommy Hunter      | ボルチモア・オリオールズ                   | 右 | 右 |
| 投手       | 26     | クリス・カプアーノ           | Chris Capuano     | フリーエージェント                         | 左 | 左 |
| 投手       | 35     | マーク・マランソン           | Mark Melancon     | ピッツバーグ・パイレーツ                   | 右 | 右 |
| 投手       | 36     | ランディ・チョート           | Randy Choate      | セントルイス・カージナルス                 | 左 | 左 |
| 投手       | 38     | ジェフ・ベリボー             | Jeff Beliveau     | タンパベイ・レイズ                         | 左 | 左 |
| 投手       | 47     | ロブ・ウッテン               | Rob Wooten        | ミルウォーキー・ブルワーズ                 | 右 | 右 |
| 投手       | 52     | マット・シューメーカー       | Matt Shoemaker    | ロサンゼルス・エンゼルス・オブ・アナハイム | 右 | 右 |
| 投手       | 53     | ヘクター・サンティアゴ       | Hector Santiago   | ロサンゼルス・エンゼルス                   | 左 | 右 |
| 投手       | 55     | ホセ・ベラス                 | Jose Veras        | フリーエージェント                         | 右 | 右 |
| 投手       | 56     | フランクリン・モラレス       | Franklin Morales  | フリーエージェント                         | 左 | 左 |
| 投手       | 67     | 和田毅                       | Tsuyoshi Wada     | シカゴ・カブス                             | 左 | 左 |
| 捕手       | 13     | サルバドール・ペレス         | Salvador Pérez    | カンザスシティ・ロイヤルズ                 | 右 | 右 |
| 捕手       | 19     | エリック・クラッツ           | Erik Kratz        | カンザスシティ・ロイヤルズ                 | 右 | 右 |
| 捕手       | 31     | ドリュー・ブテラ             | Drew Butera       | ロサンゼルス・ドジャース                   | 右 | 右 |
| 内野手     | 2      | アルシデス・エスコバー       | Alcides Escobar   | カンザスシティ・ロイヤルズ                 | 右 | 右 |
| 内野手     | 3      | エバン・ロンゴリア           | Evan Longoria     | タンパベイ・レイズ                         | 右 | 右 |
| 内野手     | 9      | エドゥアルド・ヌニェス       | Eduardo Nunez     | ミネソタ・ツインズ                         | 右 | 右 |
| 内野手     | 22     | ロビンソン・カノ             | Robinson Cano     | シアトル・マリナーズ                       | 右 | 左 |
| 内野手     | 27     | ホセ・アルトゥーベ           | Jose Altuve       | ヒューストン・アストロズ                   | 右 | 右 |
| 内野手     | 33     | ジャスティン・モルノー       | Justin Morneau    | コロラド・ロッキーズ                       | 右 | 左 |
| 内野手     | 41     | カルロス・サンタナ           | Carlos Santana    | クリーブランド・インディアンス             | 右 | 両 |
| 内・外野手 | 18     | ベン・ゾブリスト             | Ben Zobrist       | タンパベイ・レイズ                         | 右 | 両 |
| 内・外野手 | 21     | ルーカス・ドゥーダ           | Lucas Duda        | ニューヨーク・メッツ                       | 右 | 左 |
| 内・外野手 | 23     | クリス・カーター             | Chris Carter      | ヒューストン・アストロズ                   | 右 | 右 |
| 外野手     | 21     | デクスター・ファウラー       | Dexter Fowler     | ヒューストン・アストロズ                   | 右 | 両 |
| 外野手     | 66     | ヤシエル・プイグ             | Yasiel Puig       | ロサンゼルス・ドジャース                   | 右 | 右 |

### 日本ハム・ソフトバンク連合軍（侍ジャパン壮行試合）
※10月29日現在、11月10日決定
- 監督：栗山英樹（日本ハム）
- 投手：斎藤佑樹、鍵谷陽平、白村明弘、谷元圭介、乾真大、浦野博司、河野秀数 （以上、日本ハム）東浜巨、飯田優也（以上、ソフトバンク）
- 捕手：石川亮（以上、日本ハム）髙谷裕亮、山下斐紹（以上、ソフトバンク）
- 内野手：中島卓也、渡邉諒、西川遥輝、岡大海、杉谷拳士（以上、日本ハム）明石健志（以上、ソフトバンク）
- 外野手：谷口雄也、佐藤賢治、石川慎吾（以上、日本ハム）吉村裕基、江川智晃（以上、ソフトバンク）

## 主催・スポンサー
- 主催：日本野球機構、MLB、MLB選手会、読売新聞社
- 特別協賛：SUZUKI
- 協賛：イオンフィナンシャルサービス、デルタ航空、アサヒビール、ダンディハウス
- 公式プレイガイド：ローソンチケット
- 協力：ミズノ、JTB、ザバス
- 世界野球ソフトボール連盟（WBSC）公認国際大会

## 大会規定
- DH制：採用
- ベンチ入り選手数：28名
- 審判：4人制（MLB2名、NPB2名）
- 球数制限：

80球　…最大投球数（ただし打者の打席中に到達した場合は、その打席完了まで投球できる）
50球以上　…次回登板まで中4日の休養
30球以上および連投　…次回登板まで中1日の休養
- 延長戦：延長10回以降はタイブレーク制を実施

無死一、二塁で開始。打順は9回終了時からの継続とし、走者はその回の先頭打者の前の2選手。延長12回終了時の同点で引き分け（その試合にかけられた賞金は折半）
記念試合および親善試合は延長なし（9回終了時の同点で引き分け）
- 使用球：WBC公認球（ローリングス社製）

※記念試合は阪神・巨人連合軍が守備時のみNPB公認球を使用
※壮行試合は日本ハム・ソフトバンク連合軍が攻撃時のみNPB公認球を使用

## 賞金
※「日米野球」5試合を対象
- 賞金総額：1億円
- 勝利賞金：各試合1000万円
- 優勝賞金：5000万円

## 中継

### テレビ・ラジオ放送
| 試合                       | 試合                       | テレビ地上波放送 | テレビBS・CS放送       | テレビBS・CS放送       | ラジオ                                                  | インターネット |
| -------------------------- | -------------------------- | ---------------- | ---------------------- | ---------------------- | ------------------------------------------------------- | -------------- |
| 侍ジャパン壮行試合         | 侍ジャパン壮行試合         | フジテレビ系列   | フジテレビONE（録画）  | フジテレビONE（録画）  |                                                         |                |
| 日本プロ野球80周年記念試合 | 日本プロ野球80周年記念試合 | 日本テレビ系列   | BS日テレ               | 日テレG+               | 侍ジャパン インターネットライブ Powered by パ・リーグTV |                |
| 日米野球                   | 第1戦                      | 日本テレビ系列   | 日テレG+               | 日テレG+               | 侍ジャパン インターネットライブ Powered by パ・リーグTV | TBSラジオ      |
| 日米野球                   | 第2戦                      | 日本テレビ系列   | 日テレG+               | 日テレG+               | 侍ジャパン インターネットライブ Powered by パ・リーグTV |                |
| 日米野球                   | 第3戦                      | 日本テレビ系列   | BS日テレ               | 日テレG+               | 侍ジャパン インターネットライブ Powered by パ・リーグTV |                |
| 日米野球                   | 第4戦                      | テレビ朝日系列   |                        |                        | 侍ジャパン インターネットライブ Powered by パ・リーグTV |                |
| 日米野球                   | 第5戦                      | TBS系列          | TBSチャンネル2（録画） | TBSチャンネル2（録画） | 侍ジャパン インターネットライブ Powered by パ・リーグTV |                |
| 日米野球親善試合           |                            | TBS系列          | TBSチャンネル2（録画） | TBSチャンネル2（録画） | 侍ジャパン インターネットライブ Powered by パ・リーグTV |                |

- 日本テレビ系列が放映権を獲得した全4試合については、BS日テレと日テレG+を合わせた3局でリレー中継が行われ、このうち日テレG+は地上波、BSのいずれも中継しない時間帯で無料開放された。

### インターネット中継
「日米野球」全5試合と、「日米野球シリーズ」のうち日本代表壮行試合を除く2試合、合計7試合を対象として、パ・リーグTVとデータスタジアム、ブルームバーグスポーツの協賛により、インターネットライブ配信（有料制。7試合パック1500円と、1試合ごと300円）を提供する。このうち「日米野球」全5試合については節丸裕一、金沢彗（データスタジアム）、伊達泰三（ブルームバーグスポーツ）の3氏によるデータ分析付き解説が行われる。

## 始球式
| 試合                       | 試合                       | ゲスト                    | ゲスト                    |
| -------------------------- | -------------------------- | ------------------------- | ------------------------- |
| 侍ジャパン壮行試合         | 侍ジャパン壮行試合         | 上地雄輔                  | 上地雄輔                  |
| 日本プロ野球80周年記念試合 | 日本プロ野球80周年記念試合 | 亀梨和也                  | 亀梨和也                  |
| 日米野球                   | 第1戦                      | 福本豊                    | 福本豊                    |
| 日米野球                   | 第2戦                      | キャロライン・ケネディ    | 王貞治                    |
| 日米野球                   | 第3戦                      |                           |                           |
| 日米野球                   | 第4戦                      | 村上雅則                  | 村上雅則                  |
| 日米野球                   | 第5戦                      |                           |                           |
| 日米野球親善試合           | 日米野球親善試合           | 沖縄ポニーリーグ選抜9選手 | 沖縄ポニーリーグ選抜9選手 |

## 日米野球の再開による効果
今回、日米野球は2006年大会以来8年ぶりに再開した。以下、これによる利点と問題点を紹介する。

### 利点
- 過去の日米野球では異なる公認球を使用する両チーム選手に配慮して、MLB選手が守備時にはMLB公認球、NPB選手が守備時にはNPB公認球を使用することが慣例となっていたが、今回からMLB公認球の使用で統一されたことにより、第4回WBCで王座奪回を目指すと宣言している日本代表にとって、代表候補選手にWBC公認球と同じMLB球を使用する機会が与えられたこと[9]。
- 日本のMLBファンが現役MLB選手のプレーを生で観戦できる数少ない機会であり、日本国内で本場の雰囲気を体験できたこと[9]。

### 問題点
- 日本国内におけるテレビ視聴率は全て一ケタ台となり、不調に終わった。しかし、第4回WBCの放送権料獲得のため各放送局はこの大会の放送権を獲得していたという[41]。
- 8月29日の日刊スポーツによる取材では、当初発表された4選手以外の残り24選手は9月下旬に発表とされていたが、「参加したいという選手が殺到している」「顔触れは過去最高」というように、MLB側が好感触であることが伝えられており、日本のメディアからも「“侍ジャパンとMLB選抜の真剣勝負”と煽ってきた」というように、日米双方で8年ぶりに復活した日米野球への期待が高まっているような報道をされていた[42][9]。しかし残り選手が発表されるはずであった9月30日には、野手が7人決まっただけで投手は一人も参加者が決まっておらず[43]、「ギリギリまで選手の人数が集まらないくらい、人選を担当するMLB選手会が奔走していたよう」であり[9]、最終的に出場選手が発表されたのは試合直前の11月7日であった[9][44]。
  - MLBの参加選手で2014年のオールスターに出場したのは4人（野手4人、投手0人）であった[9]。また、投手のうち2人は所属先の決まっていないFA選手であり、「“就職活動”的な思惑が見え隠れする」と評された[9]。「中でもヒドいのはピッチャー陣」[45]であると報道され、実際に投手14人のうち規定投球回数に到達していたのは岩隈とガスリーの2人だけであった。また、大会前にMLBチームが米国で合同練習をしたのは2日間であり、監督を務めたジョン・ファレルでさえこの時にメンバーを知り[46]、現場にいた多くのベテラン記者たちでさえも名前を知らない選手が登録されていた[9]。以前と比べてそれほど魅力的なものではなくなっており[45]、かつてのようなスター選手を集めるのは相当難しくなったとされる[9]。
- 今回から日本側は「日本代表（侍ジャパン）」としてチームを編成したため、NPBでプレーしている外国人選手（日系人や台湾出身者など学生または社会人時代に来日した後ドラフト指名された選手や、長期間在籍して国内FA資格を得た選手など、外国人枠の適用を受けない選手を含む）をメンバーとして選出できなくなった。また、日本国籍を保持していても二重国籍やNPB球団入団後に帰化したなどの理由により、大会によってはアメリカを含む他国の代表への選出資格がある選手[47]や、大会により日本代表への選出可否が異なる[48]在日韓国・朝鮮人などの特別永住者や、それ以外でも日本人と外国人との間に出生して、あるいは日本人の血統で出生しながら本人および家庭の事情で外国籍となった人物などの、日本国籍を保持していない定住外国人選手（通名を使用して出自を公表していない人物を含む）や、日本国籍を保持しつつも日本で教育を受けたり生活をした実態がほとんどない海外在住選手[49][51]についての扱いは明確にされていない。